# Jižní pól

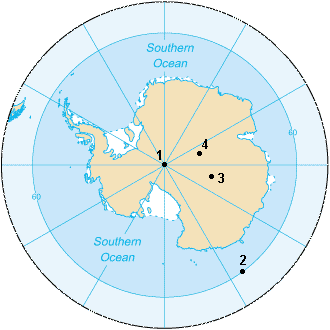
Jižní pól na mapě Antarktidy
(1) Jižní geografický pól
(2) Jižní magnetický pól (2007)
(3) Jižní geomagnetický pól
(4) Jižní pól nedostupnosti

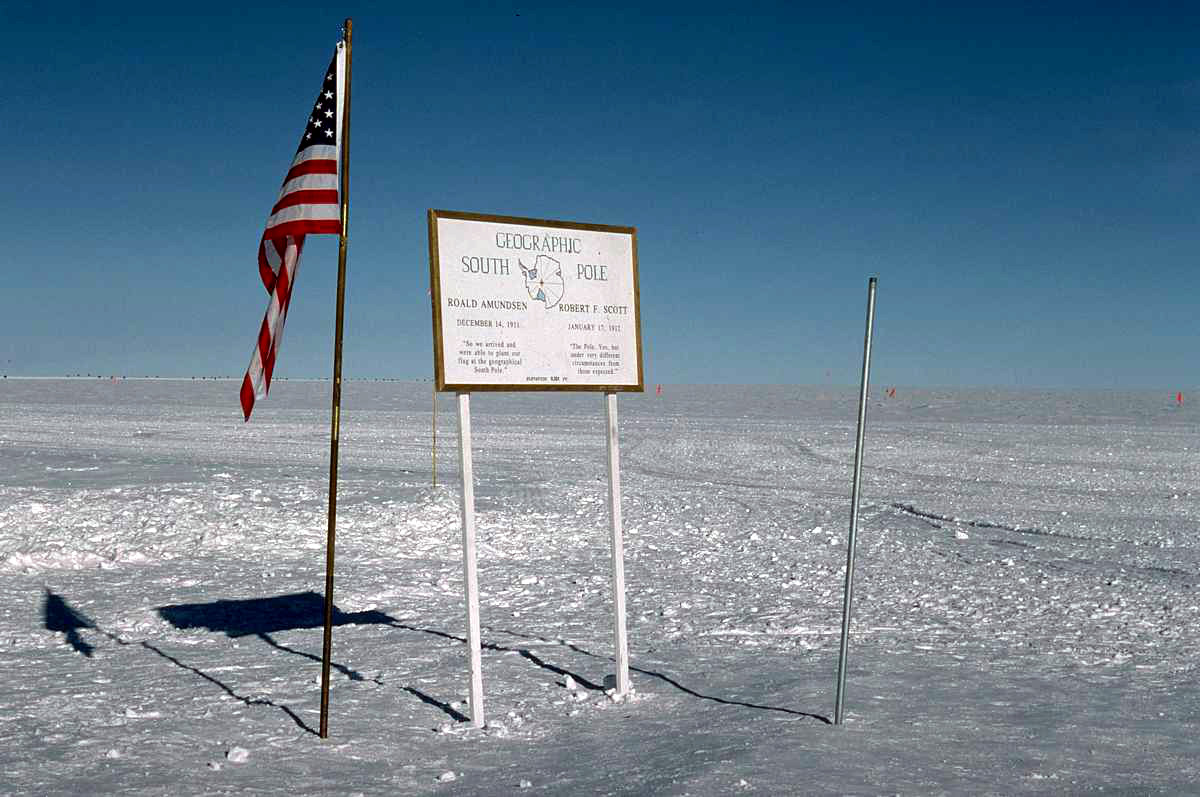
Místo označující jižní geografický pól

Jižní (geografický) pól, též jižní točna je jeden ze dvou zemských pólů, místo na povrchu Země, kterým prochází zemská osa, kolem které se Země otáčí. Leží na 90° jižní šířky, zeměpisná délka není určitelná, protože se zde všechny poledníky stýkají. Směr otáčení Země při pohledu na jižní pól je ve směru hodinových ručiček.

## Historie
První výprava, která dosáhla jižního pólu 14. prosince 1911, byla Amundsenova expedice vedená norským polárníkem Roaldem Amundsenem. Ve stejnou dobu se pokoušela jižní pól dobýt také expedice Terra Nova vedená Angličanem Robertem Scottem. Jeho pětičlenná skupina dorazila na točnu o měsíc později a na strastiplné zpáteční cestě všichni její členové zahynuli.

## Současnost

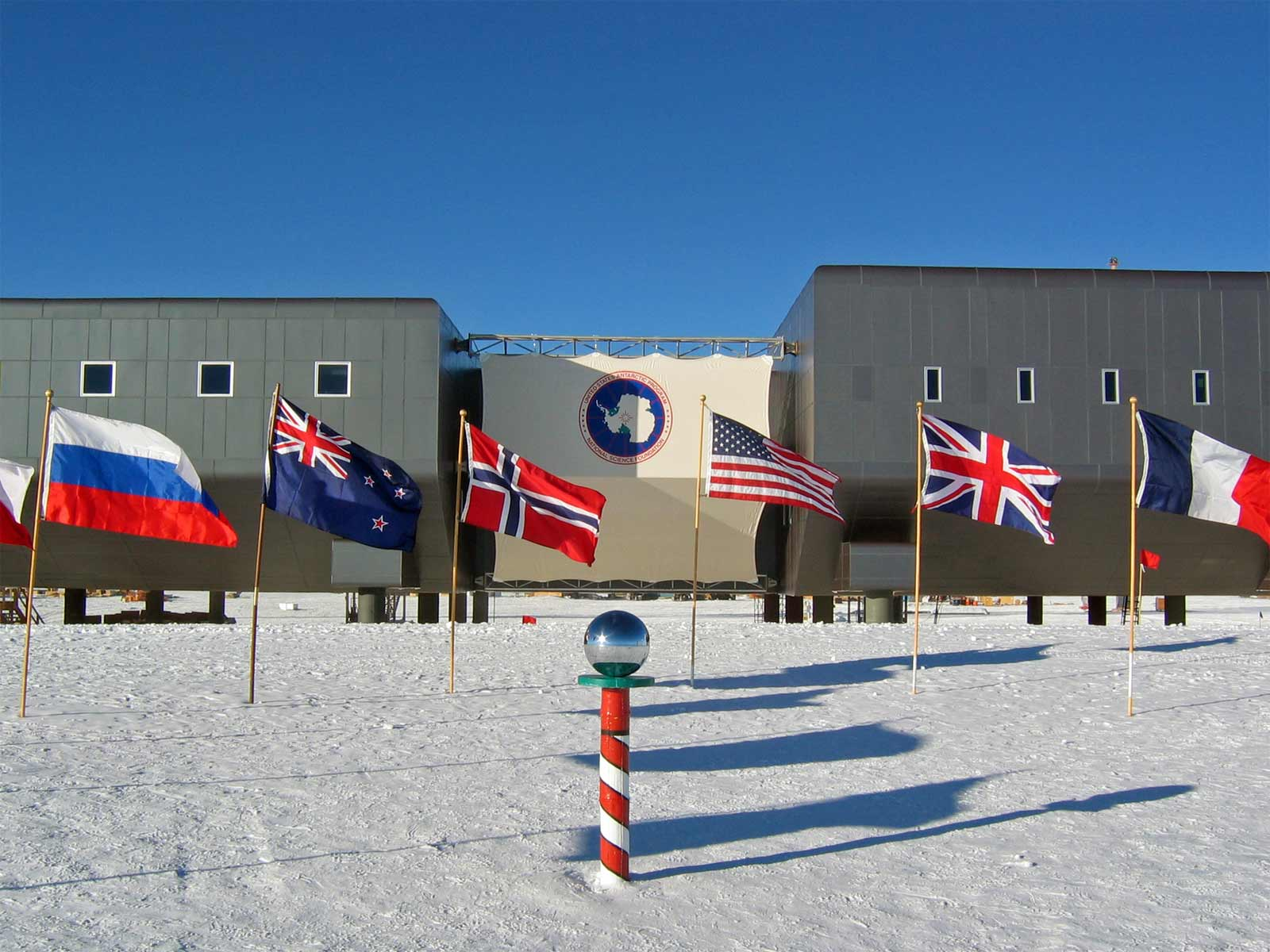
Polární stanice Amundsen–Scott

V současné době se na jižním pólu nachází trvale obydlená polární stanice Amundsen-Scott, která zde byla postavena americkým námořnictvem během listopadu 1956.

## Přírodní podmínky
Jižní pól se nachází ve výšce 2835 m nad mořem uprostřed v těchto místech rovného 2850 m silného ledového masivu, který se posouvá rychlostí 10 m za rok. Od postavení polární stanice jsou o jižním pólu známa některá klimatická data. Zaznamenané teploty se pohybují mezi −82,2 a −13,6 °C s průměrnou hodnotou −49 °C. Vítr zde fouká v průměru 5,5 m·s−1.

## Čas
Na pólech není definováno časové pásmo. Amundsenova–Scottova stanice používá novozélandský čas UTC+12/+13 (z praktických důvodů – je zásobována z Christchurch přes stanici McMurdo).